# Burg Bockenfeld
Die Burg Bockenfeld ist eine abgegangene, spätmittelalterliche Niederungsburg  nordnordwestlich der Kirche des Ortsteils Bockenfeld der Gemeinde Gebsattel im mittelfränkischen Landkreis Ansbach in Bayern.

## Geschichte
Den ersten Hinweis auf die Existenz der Burg bildet die Erwähnung eines Angehörigen des Ortsadelsgeschlechts der Herren von Bockenfeld im Jahr 1312. 1385 und 1394 heißt es von Heinrich von Rothenburg und seinem Sohn Dietrich, dass sie zu Bockenfeld gesessen hätten. 1408 wurde die Burg in dem Gültbuch des Rothenburger Bürgermeisters Heinrich Toppler als „Steinhaus“ bezeichnet. Toppler war aber nicht der Eigentümer, möglicherweise war die Burg nur an ihn verpfändet. Vor 1435 erwarb Hans von Arnstein genannt Spörlein das „Schlösslein“. 1552 ging es durch Erbschaft von Georg von Arnstein an seine Frau Brigitta von Schlez. Diese verkaufte 1563 den allodialen Sitz an ihren Vetter Georg von Schlez. 1601 erwarben die Markgrafen von Ansbach den Sitz und setzten einen Schultheiß hinein. 1612 erwarben die Grafen von Hohenlohe das Schloss und verpachteten es. Der Pächter richtete dort eine Gastwirtschaft ein. 1634 wurde die Burg im Dreißigjährigen Krieg niedergebrannt. Nach 1660 wurde das damals leerstehende Burghaus zu einem Bräu- und Wirtshaus umgebaut.

## Beschreibung
Die Burganlage ist heute überbaut und obertägig nicht mehr sichtbar. 1968 waren noch schwache Reste eines Grabens zu sehen, demnach dürfte sie ca. 30 m Durchmesser aufgewiesen haben. In dem Gebäude auf dem Gelände sind von der Burg noch Keller und ein Mauerrest an der Westwand integriert.
Laut einer Beschreibung von 1601 bestand die Burg aus einem dreistöckigen Wohnturm mit Nebengebäuden, Graben und Vorhof im Süden. Im Erdgeschoss lagen Keller und Pferdestall, in den Obergeschossen Kammern und Küche, unter dem Dach war ein Getreideboden angelegt.